# Giro di Lombardia 2024
Il Giro di Lombardia 2024, centodiciottesima edizione della "classica delle foglie morte" e valida come trentottesima prova dell'UCI World Tour 2024 categoria 1.UWT, si è svolto il 12 ottobre 2024 su un percorso di 255 km, con partenza da Bergamo e arrivo a Como, in Italia. Le asperità del percorso sono state otto: Forcellino di Bianzano, Selvino, Colle di Berbenno, Valpiana, Sella di Osigo, Madonna del Ghisallo, Colma di Sormano e San Fermo della Battaglia.. La vittoria fu appannaggio dello sloveno Tadej Pogačar, il quale completò il percorso in 6h04'58", alla media di 41,922 km/h, precedendo il belga Remco Evenepoel e l'italiano Giulio Ciccone dopo una fuga solitaria durata 48,5 km iniziata sulla Colma di Sormano. 
Con la vittoria al Lombardia Pogačar eguaglia il record di quattro vittorie consecutive detenuto da Fausto Coppi tra il 1946 e il 1949, e diventa il primo ciclista nella storia ad aggiudicarsi Giro-Tour-Mondiale e ben due monumento nello stesso anno. Un distacco così ampio tra primo e secondo classificato non si registrava dal 1971 quando Eddy Merckx vinse con 3'31" su Franco Bitossi.

## Squadre e corridori partecipanti
| N.      | Cod. | Squadra                    |
| ------- | ---- | -------------------------- |
| 1-7     | UAD  | UAE Team Emirates          |
| 11-17   | ADC  | Alpecin-Deceuninck         |
| 21-27   | ARK  | Arkéa-B&B Hotels           |
| 31-37   | AST  | Astana Qazaqstan Team      |
| 41-47   | TBV  | Bahrain Victorious         |
| 51-57   | COF  | Cofidis                    |
| 61-67   | COR  | Corratec Vini Fantini      |
| 71-77   | DAT  | Decathlon AG2R La Mondiale |
| 81-87   | EFE  | EF Education-EasyPost      |
| 91-97   | GFC  | Groupama-FDJ               |
| 101-107 | IGD  | Ineos Grenadiers           |
| 111-117 | ICW  | Intermarché-Wanty          |
| 121-127 | IPT  | Israel-Premier Tech        |

| N.      | Cod. | Squadra                       |
| ------- | ---- | ----------------------------- |
| 131-137 | LTK  | Lidl-Trek                     |
| 141-147 | LTD  | Lotto Dstny                   |
| 151-157 | MOV  | Movistar Team                 |
| 161-167 | RBH  | Red Bull-Bora-Hansgrohe       |
| 171-177 | SOQ  | Soudal Quick-Step             |
| 181-187 | DFP  | Team DSM-Firmenich PostNL     |
| 191-197 | JAY  | Team Jayco AlUla              |
| 201-207 | PTK  | Team Polti Kometa             |
| 211-217 | TVL  | Team Visma-Lease a Bike       |
| 221-127 | TUD  | Tudor Pro Cycling Team        |
| 231-237 | UXM  | Uno-X Mobility                |
| 241-247 | VBF  | VF Group-Bardiani CSF-Faizanè |

## Ordine d'arrivo (Top 10)
| Pos. | Corridore           | Squadra  | Tempo    |
| ---- | ------------------- | -------- | -------- |
| 1    | Tadej Pogačar       | UAE      | 6h04'58" |
| 2    | Remco Evenepoel     | Soudal   | a 3'16"  |
| 3    | Giulio Ciccone      | Lidl     | a 4'31"  |
| 4    | Ion Izagirre        | Cofidis  | a 4'34"  |
| 5    | Enric Mas           | Movistar | s.t.     |
| 6    | Pavel Sivakov       | UAE      | s.t.     |
| 7    | Lennert Van Eetvelt | Lotto    | a 4'58"  |
| 8    | Neilson Powless     | EF       | s.t.     |
| 9    | David Gaudu         | Groupama | s.t.     |
| 10   | Xandro Meurisse     | Alpecin  | s.t.     |